# Selles (Pas-de-Calais)
 Selles  (niederländisch Zele) ist eine französische Gemeinde mit 304 Einwohnern (Stand 1. Januar 2022) im Département Pas-de-Calais in der Region Hauts-de-France. Sie gehört zum Arrondissement Boulogne-sur-Mer und zum Kanton Desvres.
Die Gemeinde gehört zum Regionalen Naturpark Caps et Marais d’Opale. Nachbargemeinden von Selles sind Brunembert im Norden, Quesques im Osten, Lottinghen im Südosten, Saint-Martin-Choquel im Süden, Menneville im Südwesten und Bournonville im Westen.

## Bevölkerungsentwicklung

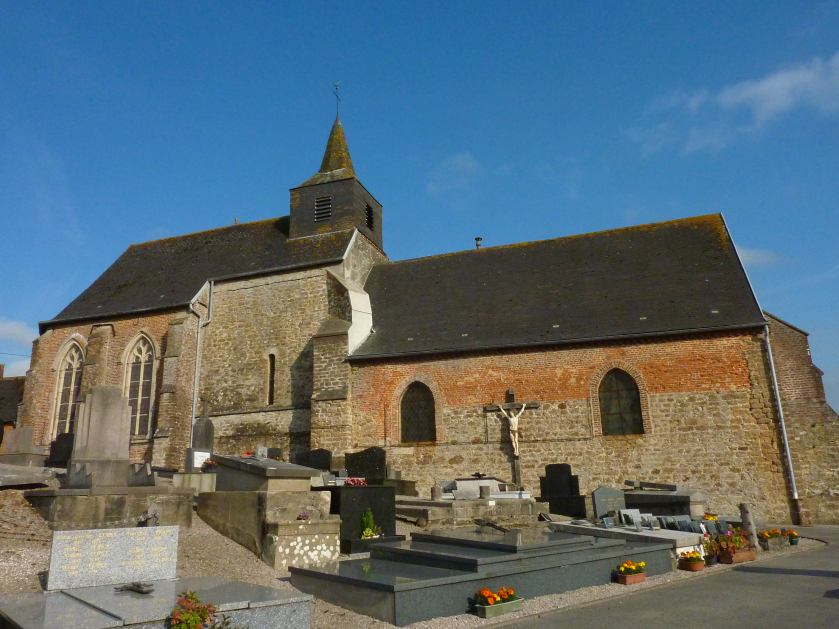
Kirche Saint-Martin

| Jahr      | 1962 | 1968 | 1975 | 1982 | 1990 | 1999 | 2007 |
| Einwohner | 303  | 314  | 304  | 296  | 277  | 286  | 320  |